# Grytfötterstjärnen
Grytfötterstjärnen är en sjö i Piteå kommun i Norrbotten och ingår i Jävreåns huvudavrinningsområde.